# Kurt Meier (Diplomat)
Kurt Meier (* 4. Juni 1930 in Torgelow) ist ein ehemaliger deutscher Diplomat. Er war Botschafter der DDR in Pakistan und Zypern.

## Leben
Nach 1945 war Meier zunächst in örtlichen Verwaltungsorganen tätig. 1951 trat er in den Diplomatischen Dienst der DDR. Er studierte Außenpolitik und Wirtschaftswissenschaften und war Mitarbeiter im Ministerium für Auswärtige Angelegenheiten der DDR (MfAA). Von 1968 bis 1970 war er Presseattaché an der Handelsvertretung der DDR in Wien und anschließend als Sektorenleiter wieder im MfAA beschäftigt. Von 1975 bis 1978 war er als Botschaftsrat in Athen sowie von 1978 bis 1980 als Botschaftsrat in Helsinki tätig. Von Juni 1980 bis August 1984 war er Botschafter der DDR in Islamabad und vom 12. August 1986 bis 1990 Botschafter in Nikosia.
Meier war Mitglied der SED.

## Auszeichnungen
- Verdienstmedaille der DDR